# Стонкус, Станисловас Станисловович

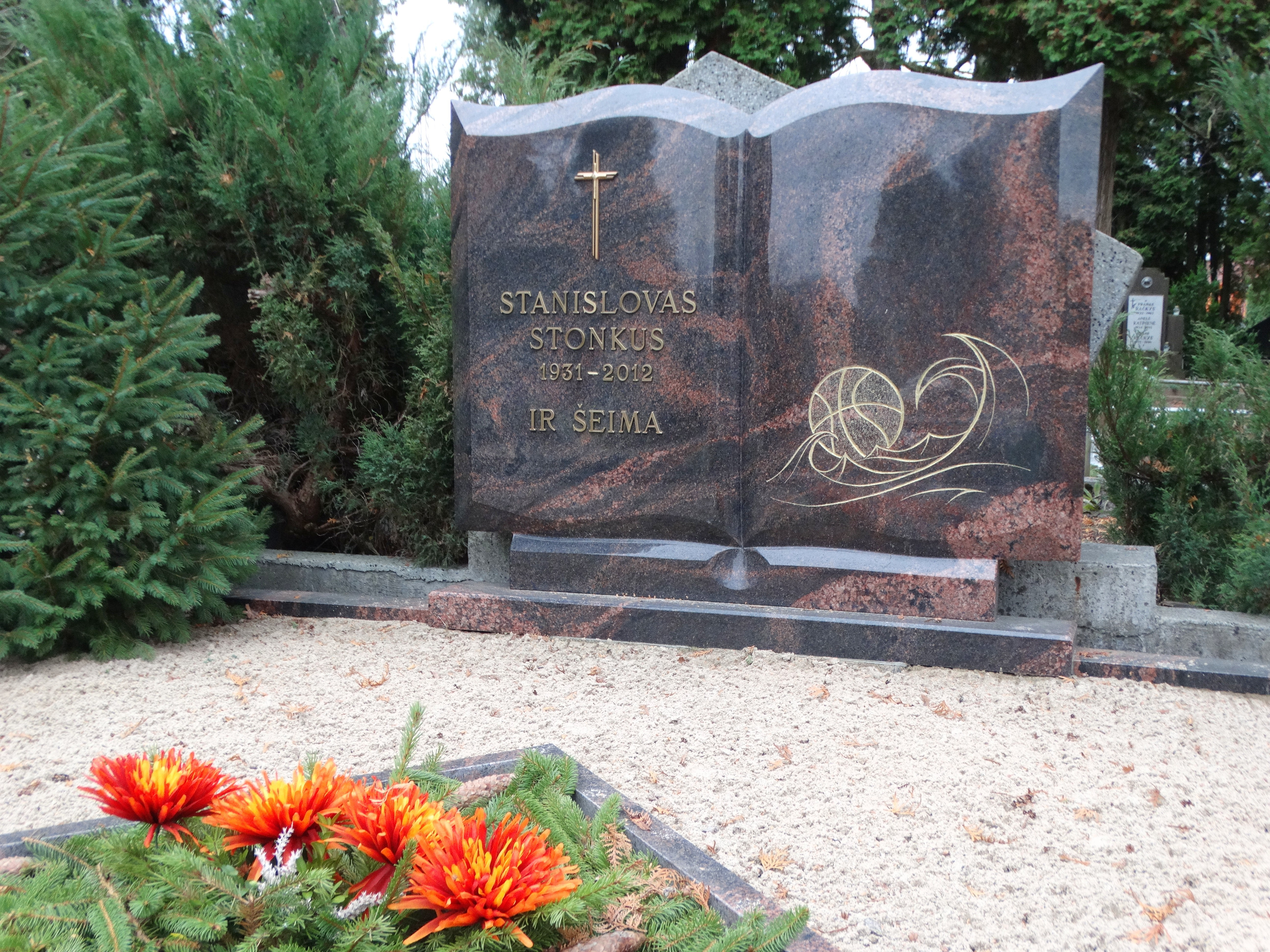
Могила Станисловаса Стонкуса, Эйгульское кладбище, Литва

Станисловас Станисловович Стонкус (лит. Stanislovas Stanislovo Stonkus; 29 декабря 1931, Тельшяй, Литва — 19 февраля 2012, Каунас, Литва) — советский баскетболист. Чемпион Европы 1957 года, серебряный призёр Олимпийских игр 1952 и 1956 годов. Заслуженный мастер спорта СССР (1957), судья всесоюзной (1962) и международной (1962) категорий.

## Биография
С 1950 по 1958 год играл за «Жальгирис», стал в его составе чемпионом СССР 1951 года, а в 1953 году выиграл кубок страны.
В составе сборной СССР принимал участие в двух чемпионатах Европы и двух Олимпийских играх. На Олимпийских играх 1952 года на площадку не выходил, а четыре года спустя стал лучшим в сборной Советского Союза по среднему числу очков за игру, набрав 80 очков в 5 матчах (16 в среднем). На победном чемпионате Европы 1957 года в Софии снова стал самым результативным игроком сборной СССР, набрал 125 очков в 9 встречах.
В 1954 году окончил Литовский институт физической культуры, после чего стал работать в нём — сначала как старший преподаватель, а затем — как заведующий кафедрой спортивных игр. В 1978—1990 гг. — ректором института. Кандидат педагогических наук.
Известен также как спортивный журналист и публицист, автор большого числа книг о баскетболе. Был редактором Литовской спортивной энциклопедии. Был председателем президиума Федерации баскетбола Литовской ССР.
В 2006 году по результатам опроса читателей газеты «Спорт-Экспресс», приуроченного к столетию российского баскетбола занял 8-е место в списке лучших разыгрывающих.
Скончался 19 февраля 2012 года. Похоронен в Каунасе на Эйгуляйском кладбище.

## Награды
- орден Трудового Красного Знамени (27.04.1957) — за успехи, достигнутые в деле развития массового физкультурного движения в стране, повышения мастерства советских спортсменов, и успешное выступление на международных соревнованиях